# Свіфт мексиканський
Свіфт мексиканський (Streptoprocne semicollaris) — вид птахів родини серпокрильцеві. Один з найбільших серпокрильців, з довгими широкими крилами і великим прямим хвостом. Оперення чорно-коричневе з білим напівкоміром на зашийку. Поширений у гірських посушливих місцях на заході і на півдні Мексики на висоті до 3600 метрів. Живиться суспільними комахами. Будує гнізда з бруду і згнилого листя в печерах на майже рівній поверхні, вистилає їх рослинністю. В кладці зазвичай два яйця. Основною причиною неуспішного гніздування є нахил поверхні, на якій будується гніздо, яйця і пташенята часто скочуються з неї.
Вид було описано швейцарським ученим Анрі де Соссюром 1859 року. Міжнародний орнітологічний конгрес відносить мексиканського свіфта до роду Streptoprocne і не виділяє у нього підвидів.

## Систематика
Вид було вперше описано швейцарським ученим Анрі де Соссюром 1859 року на основі примірника зі Сан-Хоакін близько Мехіко. Вчений дав йому назву Acanthylis semicollaris, пізніше цей рід було визнано тотожнім роду Chaetura.
1940 року американський орнітолог Джеймс Лі Пітерс виділив мексиканського свіфта і свіфта світлоголового (лат. Cypseloides senex) у рід Aerornis, який він розглядав як сполучну ланку між родами Cypseloides і Streptoprocne. Згодом відбулося об'єднання родів Cypseloides, Streptoprocne, Aerornis та Nephoecetes. 1970 року Брук запропонував виділити підродину Cypseloidinae, при цьому мексиканського свіфта він відніс до окремого монотипічного роду Semicollum усередині цієї підродини. Брук керувався тим, що у відомих тоді кладках була відсутня будь-яка побудова для гнізда. Наступні дослідження показали, що мексиканські свіфти будують гнізда, і дане виокремлення не було підтримане іншими вченими.
Станом на червень 2019 року Міжнародний союз орнітологів відносить мексиканського свіфта до роду Streptoprocne і не виділяє у нього підвидів. Імовірно, він утворює монофілетична групу з іншими великими серпокрильцями роду Streptoprocne — свіфтом болівійським (лат. Streptoprocne zonaris) і бразильським (лат. Streptoprocne biscutata).

## Опис
Великий серпокрилець з довжиною тіла 22 см, за іншими даними — 20,5–25 см. Поряд з фіолетовим колючехвостом (лат. Hirundapus celebensis), що мешкає у Південно-Східної Азії, є одним з найбільших серпокрильців. Його масса становить 170—220 г, за іншими даними — 170—180 г, довжина крил 22,8–23,3 см, хвоста — 7,3 см.
У мексиканського свіфтка кремезне тіло, довгі широкі крила і великий прямий хвіст. При повному розкритті хвіст злегка закруглений. Оперення чорно-коричневе, при хорошому освітленні має блакитний відблиск, на зашийку помітно білу смугу — напівкомір, яка і дала назву виду. Статевий диморфізм відсутній. Дані щодо оперення молодих птахів відсутні, але на підставі інших представників роду Streptoprocne Філ Чантлер зробив припущення, що у молодих птахів напівкомір менш помітний, а кінчики пір'я світліші.
Вокалізація мексиканського свіфта схожа з покликами свіфта боліфійського (лат. Streptoprocne zonaris), звукові сигнали нижчі та гучніші, але менш різкі. Найпоширенішим покликом є часто повторюваний гучний «клііі» чи «прііі». Зазвичай цей покрик виробляється багатьма особинами одночасно, за деякими даними, голос мексиканського свіфта можна почути тільки у зграях. У польоті птахи можуть видавати крилами звук «хурр».
Мексиканський свіфт утворює галасливі зграї і найімовірніше є соціальнішими, ніж свіфт болівійський, так як об'єднуються і з іншими серпокрильцями. У штаті Герреро були відзначені разом зі сірочеревими голкохвостами (лат. Chaetura vauxi) і свіфтом західним (лат. Cypseloides niger). У гніздових колоній в околицях Такамбаро у штаті Мічоакан їх відзначали разом з свіфтом рудошиїм (лат. Streptoprocne rutila) та свіфтом гуєрерським (лат. Cypseloides storeri). У польоті роблять нирки́ і спільні маневри.

### Схожі види
Свіфт болівійський, який також мешкає на заході Мексики, має схожі розміри, але відрізняється формою хвоста і оперенням грудей. мексиканського свіфта має біле оперення тільки на зашийку, тим часом як свіфт болівійський має повний комір з білим пір'ям на грудях. У молодих птахів комір може не бути зрощеним і єдиною можливістю розрізнити птахів у повітрі є менший розріз на хвості у останнього. Свіфт болівійський часто розпускає хвіст в польоті і його обрис добре видно.
Інший великий серпкорилець у регіоні — свіфт західний — помітно поступається в розмірах мексиканському свіфту. На грудях у нього тільки невеликі білі плями, які не завжди добре помітно в польоті.

## Розповсюдження

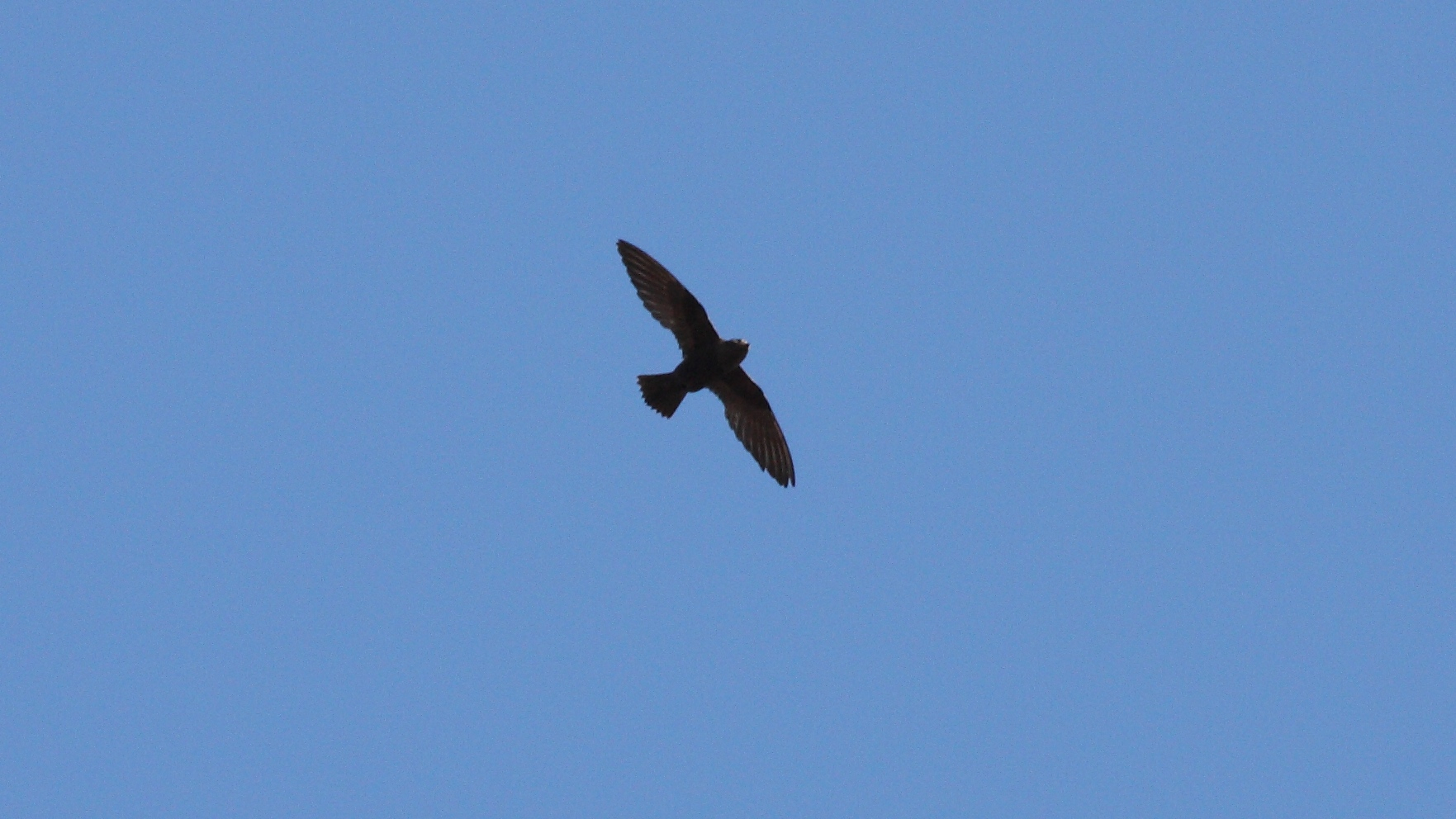
Політ мексиканського свіфта

мексиканського свіфта мешкає на заході і на півдні Мексики в землях від штатів Чіуауа і Сіналоа до штату Наярит, а також у штатах Ідальго, Мехіко, Морелос і Герреро. Ареал розділений на два відокремлені області, що, можливо, пов'язано з відсутністю відповідних місць для гніздування на ділянці між ними. Одна область містить гірський масив Західна Сьєрра-Мадре від південної частини Чіуауа до штату Халіско, а інша — гори Південна Сьєрра-Мадре і Поперечна Вулканічна Сьєрра, від штату Мічоакан до північного заходу штату Оахака і південних місцин штату Мехіко, вочевидь, перетинаючи річку Бальсас. Зрідка птахів бачили на границі з Гватемалою і верхів'ями річки Распакуло у Белізі. 1952 і 1960 роках схожих птахів бачили на карибському узбережжі Гондураса, але ці спостереження не підтверджено, як і не підтверджено спостереження в штатах Оахака і Ідальго. У квітні–травні 1993 року птахів відзначали за межами ареалу в Чьяпас на півдні Мексики й у Белізі.
Основним середовищем існування є гірські посушливі місцевості на висоті до 3600 метрів углиб материка. Зазвичай зустрічаються на висоті 1500–3000 метрів, опускаючись іноді до рівня моря на північному заході. У невеликих кількостях зустрічаються на берегових схилах Південної Сьєрра-Мадре. Воліють місця навколо глибоких ущелин і високих скель, літають над покритими лісами і чагарниками схилами, були відзначені над містами. Птахи воліють змішані ліси з переважанням сосни і дуба, тропічні листяні ліси і вторинні чагарники. Вони ведуть осілий спосіб життя, але можуть здійснювати сезонні висотні переміщення. Зокрема, в серпні–березні мексиканські свіфти відсутні в околицяхстолиці країни — Мехіко.
Міжнародний союз охорони природи відносить мексиканського свіфта до видів під найменшою загрозою. Птахи широко поширені усім ареалом, зокрема їх стало відзначають у мангрових лісах близько Сан-Блас у штаті Ньяріт, уздовж доріг Коахомулко (ісп. Coajomulco) і Каньйон-де-Лобос (ісп. Cañón de Lobos) у Морелосі, біля Темаскалтепек у Мехіко, Такамбаро в Мічоакане, в горах Атояк (ісп. Atoyac) у штаті Герреро.

## Живлення
Відомо про вміст травної системи однієї особини. Воно включало 1072 комах, з яких 683 представників ряду перетинчастокрилі (Hymenoptera), 391 — рівнокрилі (Homoptera), 20 — напівтвердокрилі (Hemiptera), 6 — двокрилі (Diptera), 2 — жорсткокрилі (Coleoptera). Велике значення при харчуванні мають зроєні комахи, що підтверджується наявністю 681 жалкої мурашки Solenopsis geminata.

## Розмноження
Мексиканський свіфт утворює гніздові колонії чисельністю до 12 пар, за іншими даними — до 200 особин. Щодня можуть на кілька кілометрів віддалятися від гнізда.
Довгий час вчені вважали, що на відміну від інших серпокрильців підродини Cypseloidinae, мексиканський свіфт узагалі не будує гнізда. Це пов'язано з тим, що вперше виявлені 1962 року кладки цього серпокрильця були розташовані в невеликих поглибленнях у піску. Під час досліджень 1985 року 26 з 32 знайдених гнізд представляли собою побудову з бруду і рослинної сировини. Девід Вайтакр (англ. David F. Whitacre) прийшов до висновку, що наявність структури пов'язане з кутом нахилу поверхні, на якій птах відкладає яйця: при сильному нахилі яйця можуть просто скотитися з поверхні, а пташенята не втриматися на ній. Можливо, гніздо відсутня у випадках, коли печера піддавалася повені і часу на будівництво гнізда не залишалося. Гнізда використовуються повторно, нові побудови у пташиних поселеннях з'являються вкрай рідко.
Гнізда розташовані в печерах переважно на твердій, більш-менш рівнолежній поверхні, хоча кут нахилу може досягати 30 %. Зазвичай гнізда плоскі, заввишки 6 см, круглі, або напівкруглі, притиснуті до схилу. Основним будівельним матеріалом є бруд, у якому зустрічаються сильно прогнилі листя, а іноді трави і гілочки. Дно гнізда часто вистилається рослинною сировиною, серед яких зустрічалися листя різного ступеня свіжості, мохи, папороті і трави. Часто присутні листя або гілочки широколистяних рослин, пророслі сім'ядолі і квіти.
Наприкінці травня птиці вже висиджують яйця. У кладці зазвичай двоє однотонних білих яйця, які за розмірами бувають від 30×21 мм до 43×28,5 мм.. Як видко, птахи годують пташенят один раз на день.
Основною причиною загибелі яєць і пташенят у кладці є кут нахилу поверхні, на якій будується гніздо. Як було відзначено в печері Дос-Бокас у Грутас-де-Какауамільпа штату Герреро, на виході з печери на серпокрильців може чатувати сапсан (лат. Falco peregrinus). На думку Вайтакра, ризик, пов'язаний з вильотом і зальотом до печери також обмежує можливості серпокрильців при будівництві гнізда. Відзначено, що на мексиканських свіфтах паразитують кліщі Ixodes cuernavacensis та воші Dennyus semicollaris, останні які є виключно їхніми шкідниками.